# Albert Paul (Politiker)
Albert Paul (* 28. Juni 1879 in Mühlhausen/Thüringen; † 28. Januar 1949 in Gadderbaum-Bethel) war ein deutscher Beamter, Kommunalpolitiker der DDP und Manager.

## Leben
Nach der 1899 bestandenen Abiturprüfung am Tilesius-Gymnasium studierte Albert Paul an der Eberhard-Karls-Universität Rechtswissenschaft. 1899 wurde er im  Corps Borussia Tübingen recipiert. Als Inaktiver wechselte er an die Georg-August-Universität Göttingen. 1903 legte er das erste juristische Examen. Das Referendariat absolvierte er in Celle. 1908 bestand er das Assessorexamen. 1909 wurde er 1. Stadtrat in Bernburg und 1912 Stadtrat in Magdeburg. Im Mai 1919 wurde Paul zum II. Bürgermeister der Stadt Magdeburg gewählt und war im Magistrat unter Oberbürgermeister Hermann Beims (SPD) besonders für die Wohlfahrt zuständig. 1927 wurde er Verbandsvorsitzender des Sparkassen- und Giroverbandes für die Provinz Sachsen – Thüringen – Anhalt in Magdeburg. Er war Verwaltungsratsvorsitzender der Mitteldeutschen Landesbank in Magdeburg, Vorstandsmitglied des Deutschen Sparkassen- und Giroverbandes, Verwaltungsratsmitglied der Lebensversicherungsanstalt Sachsen, Thüringen, Anhalt und der Städtefeuersozietät. Paul blieb in der Gleichschaltung des Sparkassenverbandes durch die Nationalsozialisten 1933 zunächst dessen hauptamtlicher Geschäftsführer, schied aber im Folgejahr gesundheitsbedingt aus dem Amt. Paul wurde auf der Verbandsversammlung in Magdeburg am 6. Oktober 1934 verabschiedet und vom Oberpräsidenten der Provinz Sachsen, Staatsrat Curt von Ulrich (NSDAP) gewürdigt, nachdem er noch den Geschäftsbericht für 1933 vorgetragen hatte. Sein Nachfolger an der Spitze des Sparkassenverbandes wurde der kommissarische Verbandsvorsteher Generallandschaftsdirektor a. D. Wolf Dietrich von Trotha. Verheiratet war er seit 1909 mit Mathilde Morsbach. Sein Bruder Richard Paul war Referent beim Landesfinanzamt Magdeburg.

## Auszeichnungen
- Verdienstkreuz (Preußen)
- Rote Kreuz-Medaille (Preußen)
- Eisernes Kreuz am weißen Bande